# Лада-Тольятті
Футбольний клуб «Лада-Тольятті» або просто «Лада-Тольятті» (рос. Футбольный клуб «Лада-Тольятти») — російський футбольний клуб з міста Тольятті, в Самарській області. Утворений у 1970 році під назвою «Торпедо» в результаті об'єднання команд «Хімік» (Тольятті) і «Металург» (Куйбишев). У 2015 році «Лада-Тольятті» об'єдналася з футбольним клубом «Академія».

## Хронологія назв
- 1970—1988 — «Торпедо»
- 1989—1996 — «Лада»
- 1997—1999 — «Лада-Тольятті-ВАЗ»
- 2000—2009 — «Лада»
- 2010—2011 — «СДЮСШОР-Лада»
- з 2012 — «Лада-Тольятті»

## Історія

### Становлення команди
У Куйбишеві за підсумками сезону 1969 року в новоствореній першій лізі класу «А» чемпіонату СРСР повинні були виступати відразу дві команди — «Крила Рад» і «Металург». В обкомі партії вважали це недоцільним і «Металург» розформували. На базі цього колективу, в свою чергу, почали створювати нову команду майстрів в Тольятті, якій відвели місце в другій лізі класу «А», де вона повинна була захищати честь фізкультурного колективу Волзького автозаводу імені 50-річчя СРСР. За сформованою на той час традицією, клуб, який представляє підприємство автомобільної промисловості, нарекли «Торпедо».
Перше тренування команда провела 4 січня, і на це заняття зібралося 23 футболіста. У Тольятті торпедівці займалися по шість разів на тиждень в спортзалі політехнічного інституту. 30 січня в 17-ій годині в актовій залі дирекції ВАЗу на вулиці Білоруській відбулася перша зустріч футболістів з уболівальниками, яку відкрив заступник голови завкому Ю. П. Саврін. Потім команда 4 лютого вирушила на перші навчально-тренувальні збори в Ленінабад.
Через тиждень, 11 лютого, «Торпедо» провело свій перший в історії товариський матч з авторитетним в ту пору «Томлесом» з Томська. Завдяки удару Юрія Старкова в першому таймі автозаводці здобули перемогу — 1:0. Склад команди: Соколов, Бобилєв, Морозов, Бузицков, Тебелєв, Єрмаков, Миронов, Акчурін, Кикін, Старков, Жуковський. Там же, в Ленінабаді, «Торпедо» потім здолало «Кузбас» — 2:0 (А. Кикін, Ю. Старков), місцевий «Памір» — 2:0 і зіграло внічию з ташкентським «Трактором» — 1:1 (А. Кикин). Ще дві гри тольяттинці провели в Ленінабаді з тим же «Томлесом» — 2:1, 1:1. Уже в ту пору кістяк команди складали футболісти з Куйбишева. У міру того, як наставник «Крил Рад» «відчіплював» гравців зі зборів, вони плавно переходили в команду Альфреда Федорова. Ця тенденція в комплектуванні потім збережеться на довгі роки, в команду переходили Юрій Капсін, Євген Майоров, Геннадій Сахаров, Микола Мартинов, Микола Єрмаков, Анатолій Кикін.
19 квітня 1970 року автозаводці провели свій перший офіційний матч в рамках розіграшу Кубка СРСР проти «Томлеса». «Торпедо» виграло 3: 0. Першим тренером клубу став майстер спорту СРСР, багаторічний капітан «Крил Рад» Альфред Федоров.

### Чемпіонат СРСР
Починаючи з 1970 року і до останнього союзного чемпіонату клуб виступав у другій лізі. У 1980 році «Торпедо» зайняло 1-ше місце в своїй зоні, однак через перехідний турнір команда залишилася в другій лізі. Протягом усієї своєї історії виступів у чемпіонатах СРСР «Торпедо» (Тольятті) зарекомендувала себе як сильна команда другої ліги. У 1989 році клуб отримав назву «Лада».

### Чемпіонат Росії
Після розпаду Радянського Союзу «Лада» отримала можливість виступати в першій лізі чемпіонату Росії. Вигравши в 1993 році зону «Центр» в першому дивізіоні і зайнявши друге місце в перехідному турнірі, клуб потрапив у вищу лігу, встановивши рекорд першого дивізіону по мінімальній кількості поразок за сезон. Закінчивши чемпіонат 1994 року на останньому місці, «Лада» знову опинилася в першій лізі, яка на той час уже стала єдиним турніром. Повернутися наверх вдалося за рік, однак і друга спроба закріпитися у вищій лізі не вдалася — клуб зайняв останнє місце з 18-ти команд-учасниць.
Незважаючи на виліт з вищої ліги, «Лада» звернула на себе увагу, і два гравці з її складу — Олексій Бахарєв і Максим Бузнікін — провели наступний сезон у московському «Спартаку» і виграли чемпіонат Росії 1997 року. Максим Деменко теж проходив перегляд у «Спартаку», але продовжив виступи за «Ладу», що не завадило йому згодом, вже будучи гравцем петербурзького «Зеніту», потрапити в збірну Росії, а в 2003 році виграти кубок Росії в складі «Спартака».
Можливо, такий інтерес «Спартака» до гравців «Лади» обумовлений тим, що в 25-му турі чемпіонату 1996 року москвичі втратили важливі очки в грі з аутсайдером, в результаті чого «Спартак» завоював чемпіонство лише в «золотому матчі» з «Аланією».
У 1997 році клуб продовжив падіння, в першому колі чемпіонату міцно закріпився на останньому місці в таблиці: до кінця червня в 17-ти матчах було здобуто тільки одна перемога і набрано 8 очок. Ситуацію радикальним чином виправила зміна тренера: незабаром після приходу Володимира Деркача «Лада» видала вражаючу серію, вигравши з липня по жовтень 15 матчів з 23-ох, і зберегла місце в першому дивізіоні.
У 1998 році через наслідки дефолту клуб не встиг у встановлений термін обладнати поле підігрівом, в результаті чого позбувся шести очок і опустився до другого дивізіону. За декілька турів до кінця Деркач покинув команду, і на наступні п'ять років тренерську посаду зайняв Олександр Гармашов, тодішній президент команди.
Впевнено вигравши в 1999 році турнір в зоні «Поволжя» другого дивізіону, «Лада» в стикових матчах з «Кубанню» завоювала право на повернення до другого ешелону російського футболу, де зі змінним успіхом виступала три наступні сезони.
2002 рік в історії клубу запам'ятався двома великими перемогами поспіль: 14 вересня в 1/16 фіналу Кубка Росії з рахунком 6:0 була обіграна команда «Торпедо-ЗІЛ» — це найбільша перемога команди першого дивізіону над командою вищого дивізіону за всю історію Кубка Росії, а 18 вересня в рамках чемпіонату першого дивізіону «Лада» здобула перемогу 11:1 над красноярським «Металургом», причому, що цікаво, гості забили гол першими. Втім, варто зазначити, що «Лада» виступала фактично резервним складом.
Переломним у долі клубу став 2003 рік. Ще в серпні 2002 року АвтоВАЗ суттєво скоротив фінансування команди, і футбольний клуб забезпечував своє існування багато в чому за рахунок продажу футболістів. У той же час у кубку Росії команда дійшла до півфіналу, обігравши по шляху три клуби прем'єр-ліги, і в драматичному матчі поступилася майбутньому володарю кубка — «Спартаку» — з рахунком 2:3 в додатковий час. Після завершення сезону Олександр Гармашов, який грав у Тольятті ще в 1987 році, а з 1994 року працював на керівних посадах, покинув клуб.
Нове керівництво поставило задачу повернутися в перший дивізіон, що вдалося з другої спроби. Хоча «Лада» в сезоні 2005 року зайняла лише друге місце в зоні «Урал-Поволжя», вона отримала путівку наверх через відмову ряду команд.
У 2006 році з «Ладою» повторилася історія восьмирічної давності: зайнявши в першому дивізіоні 17-те місце, що дає право участі в ньому в наступному сезоні, клуб проте був переведений до другого дивізіону в зону «Урал-Поволжье» через проблеми з ліцензуванням. Наприкінці січня 2007 року атестаційна комісія РФС-ПФЛ відмовив «Ладі» в видачі атестаційного свідоцтва для участі в змаганнях клубів першого дивізіону в зв'язку з тим, що засновники клубу — АТ «АвтоВАЗ» і мерія міста Тольятті — не надали гарантій фінансування клубу.
Початок сезону 2007 року «Лада» провела успішно й після 10-го туру йшла на другому місці, набравши стільки ж очок, скільки й лідируюча на той момент ульянівська «Волга», поступаючись майбутньому переможцю турніру тільки за результатами особистої зустрічі. Однак потім була низка невдач, яка призвела до того, що за п'ять турів до кінця команда займала 11-те місце з 14-ти команд-учасниць. Здобувши в кінцівці три домашні перемоги, «Лада» піднялася на сьоме місце. У гостьовому матчі з «Волгою» (Ульяновськ) свій п'ятисотий матч у професійній кар'єрі провів ветеран команди захисник Павло Табаков.
Першу половину чемпіонату 2008 року команда провела у верхній половині таблиці, не претендуючи при цьому на призові місця. У червні «Лада» зазнала двох болючих домашніх поразок поспіль — 2 червня від самарського «Юніта», який набрав до того моменту лише одне очко в восьми матчах, і 13 червня в матчі Кубка Росії з рахунком 1:5 від нижегородської «Волги». Незабаром після цього, 2 липня, тренер Олександр Бабанов подав у відставку, і виконуючим обов'язки головного тренера призначений Ігор Леонідович Кечаєв, який до того тренував «Ладу-2». До кінця літа команда закріпилася на дев'ятому місці, проте з настанням осені ситуація змінилася — завдяки 11-матчевій безпрограшній серії на фініші турніру «Лада» піднялася на п'яту сходинку в таблиці зони «Урал-Поволжя» другого дивізіону ПФЛ. Успішному виступу сприяв прихід в команду в середині серпня найкращого бомбардира першості Михайла Тюфякова, на рахунку якого — 12 забитих м'ячів в 15-ти матчах, проведених за тольяттинців.

### Останній сезон перед розформуванням
2009 рік почався для клубу дуже важко. Взимку контракти футболістів були перепідписані зі зменшенням зарплати на 40 %, однак і ці гроші не виплачувалися з початку року. На третину була скорочена чисельність персоналу. Команда не отримала підтримки від співзасновників — ні від міської адміністрації, ні від ВАТ «АвтоВАЗ», незважаючи на те, що гарантійний лист у ПФЛ про забезпечення бюджету було підписано представником автогіганта. Спортивні результати відповідали фінансуванню — після десятого туру команда мала в активі лише п'ять нічиїх при п'яти поразках і посідала останнє, шістнадцяте місце в таблиці. Однак потім пішла серія з шести перемог поспіль, яка підняла команду на 9-те місце.
25 червня в Тольятті було підписано чотиристоронній «Угода про стратегічне співробітництво в рамках розвитку футболу в Самарській області». Підписи під документом поставили губернатор Самарської області В. В. Артяков, генеральний директор Державної корпорації «Ростехнології» (компанії, яка контролює ВАТ «АвтоВАЗ» — одного із співзасновників «Лади», і яка володіє ПФК «Крила Рад») С. В. Чемезов, голова правління фонду «Національна академія футболу» (який утримує ФК «Тольятті») С. А. Капков і президент ПФК «Крила Рад» І. Н. Зав'ялов. (На сайті клубу затверджується, що з боку «Крил Рад» документ підписав генеральний директор Ю. В. Макєєв). В угоді, зокрема, зазначалося:
- Державна корпорація "Ростехнологі"ї надає Самарській обласній федерації футболу можливість максимально ефективно використовувати одну з нпйкращих спортивних арен міста Тольятті — стадіон «Торпедо».
- У сезоні 2010 року на всеросійській арені Тольятті представлятиме в другому дивізіоні одна об'єднана команда.
- З 2010 року всі випускники «Академії футболу імені Юрія Конопльова» будуть в пріоритетному порядку формувати молодіжний склад ПФК «Крила Рад».

Відповідно до підписаної угоди, з 2010 року в Тольятті повинна залишитися одна команда, яка буде утримуватися Національною академією футболу, виступати на стадіоні «Торпедо» і готувати кадри для самарських «Крил Рад». Питання про назву об'єднаної команди залишається відкритим.
22 вересня на сайті «Крил Рад» з'явилося повідомлення про те, що в результаті переговорів заступника директора корпорації «Ростехнології» і президента ФК «Крила Рад» Ігоря Зав'ялова, генерального директора ВАТ «КамАЗ» Сергія Когогина і президента ВАТ «АвтоВАЗ» Ігоря Комарова прийнято рішення про створення структури з єдиною системою управління футбольним господарством, яка буде включати в себе чотири команди — «Крила Рад», «КАМАЗ» (Набережні Човни), молодіжну команду «Крил Рад» і «Ладу», а також дитячо-юнацькому спортивні школи Самарської області і Набережних Човнів. Система буде управлятися некомерційним партнерством, президентом якого стане І. М. Зав'ялов, а генеральним директором — Ю. В. Макєєв, що займають аналогічні посади в «Крилах Рад». У повідомленні також стверджується, що можливим учасником системи стане фонд «Національна академія футболу», переговори з яким тривають.
24 вересня газета «Спорт-Експрес» повідомила, що спортивним директором «Крил Рад» стане Юрій Газзаєв, який займає посади генерального директора і головного тренера ФК «КАМАЗ». Під керівництвом Ігоря Кечаєва команда завершила сезон 2009 року на восьмому місці.

### Втрата професійної команди
11 березня 2010 року віце-президент ВАТ «АвтоВАЗ» по персоналу та соціальної політики Дмитро Михайленко, який є також головою правління клубу, повідомив гравцям, що «Лада» не заявлена на турнір другого дивізіону. За даними газети «Спорт-Експрес», клуб втратить професійний статус вже в найближчі дні, незадовго до свого сорокарічного ювілею. 19 березня керівництво футбольного клубу «Лада» заявили, що команда в 2010 році буде грати в аматорській лізі. Напередодні початку сезону 2010 років стало остаточно відомо, що професійний футбол в Тольятті залишиться представляти лише ФК «Академія».

### «СДЮСШОР-Лада»
У МФС «Приволжжя» була заявлена футбольна команда «СДЮСШОР-Лада», яку очолив Фарід Жангіров. Клуб утимувався за рахунок міста. За підсумками сезону 2010 року, команда зайняла 14-те місце. Наступний сезон «СДЮСШОР-Лада» провела в першості Самарської області.

### Сезон 2012/2013. Відтворення клубу
Перелом у долі команди настав навесні 2012 року, коли пройшли вибори мера міста Тольятті. Практично відразу після свого обрання Сергій Андрєєв заявив про необхідність відродження футбольного клубу «Лада». Дуже важливу роль у цій події зіграла Академія футболу імені Юрія Конопльова, а також ініціативна група в яку входили Ігор Кечаєв, Сергій Кірдяпкін і Дмитро Герасимов. 16 квітня було зареєстровано юридичну особу "Некомерційне партнерство ФК «Лада» (в травні перейменовано в НП ФК «Лада-Тольятті»).
Відразу після цього Ігор Кечаєв, який був призначений на пост головного тренера футбольного клубу, почав комплектування команди, а керівний і адміністративний склад — проходження процедури ліцензування в РФС. У червні команда успішно пройшла процедуру ліцензування і була допущена до участі у другому дивізіоні зони «Урал-Поволжя». За підсумками сезону «Лада-Тольятті» посіла п'яте місце.

### Сезон 2015/2016. Об'єднання
На початку сезону 2015/16 років стало відомо, що ФК «Лада-Тольятті» і Академія футболу імені Юрія Конопльова здійснюватимуть об'єднання для продуктивного розвитку футболу в Самарській області. Ініціатором даного об'єднання стали самарські «Крила Рад». Губернатор Самарської області Микола Меркушкін заявив, що тольяттінській футбол стане частиною регіональної футбольної структури. З нового сезону стратегічний вектор ФК «Лада-Тольятті» став орієнтуватися на вихованців Академії футболу імені Юрія Конопльова, а модель розвитку клубу стала ідентична системі ФК «Академія».

## Досягнення
- Перший дивізіон
  -  Чемпіон (1): 1993
- Другий дивізіон
  -  Чемпіон (1): 1999
- Кубок РРФСР серед команд другої ліги
  -  Володар (1): 1980

## Рекордні показники клубу
- Найбільша перемога в історії першого дивізіону: +10 (18 вересня 2002 року, «Лада» — «Металург» (Красноярськ) — 11:1)
- Найбільша кількість забитих супернику м'ячів в одному матчі в історії першого дивізіону: 11 (18 вересня 2002 року, «Лада» — «Металург» (Красноярськ) — 11:1)
- Найбільша кількість забитих м'ячів в історії першого дивізіону: 12 (18 вересня 2002 року, «Лада» — «Металург» (Красноярськ) — 11:1)
- Найбільша перемога в Кубку Росії над командою з більш високого дивізіону: 6:0 (14 вересня 2002 року, «Лада» — «Торпедо-ЗІЛ»).

## Статистика виступів
| Сезон             | Тренер                                     | Змагання                                                                                   | В  | Н  | П   | М'ячі | Місце |
| ----------------- | ------------------------------------------ | ------------------------------------------------------------------------------------------ | -- | -- | --- | ----- | ----- |
| Торпедо           |                                            |                                                                                            |    |    |     |       |       |
| 1970              |                                            | Чемпіонат СРСР, друга група «А», 3 зона                                                    | 14 | 12 | 16  | 39-38 | 14    |
| 1971              |                                            | Чемпіонат СРСР, 2 ліга, 3 зона                                                             | 10 | 12 | 16  | 25-40 | 16    |
| 1972              |                                            | Чемпіонат СРСР, 2 ліга, 5 зона                                                             | 13 | 9  | 10  | 32-27 | 8     |
| 1973              |                                            | Чемпіонат СРСР, 2 ліга, 5 зона                                                             | 13 | 5  | 14  | 35-30 | 8     |
| 1974              |                                            | Чемпіонат СРСР, 2 ліга, 4 зона                                                             | 16 | 9  | 7   | 50-34 | 4     |
| 1975              |                                            | Чемпіонат СРСР, 2 ліга, 4 зона                                                             | 16 | 9  | 7   | 50-34 | 3     |
| 1975              | Чемпіонат СРСР, 2 ліга, півфінал «Ашгабат» | 1                                                                                          | 1  | 3  | 2-3 | 4     |       |
| 1976              |                                            | Чемпіонат СРСР, 2 ліга, 4 зона                                                             | 19 | 7  | 14  | 74-48 | 6     |
| 1977              |                                            | Чемпіонат СРСР, 2 ліга, 4 зона                                                             | 20 | 8  | 14  | 63-47 | 6     |
| 1978              |                                            | Чемпіонат СРСР, 2 ліга, 4 зона                                                             | 20 | 12 | 14  | 61-37 | 5     |
| 1979              |                                            | Чемпіонат СРСР, 2 ліга, 4 зона                                                             | 10 | 8  | 28  | 51-88 | 24    |
| 1980              |                                            | Чемпіонат СРСР, 2 ліга, 2 зона                                                             | 21 | 10 | 3   | 59-22 | 1     |
| 1980              | Чемпіонат СРСР, 2 ліга, фінал 2            | 1                                                                                          | 0  | 3  | 3-9 | 3     |       |
| 1980              | Чемпіонат СРСР, 2 ліга, фінал РРФСР        | 0                                                                                          | 3  | 1  | 5-6 | 3     |       |
| 1981              |                                            | Чемпіонат СРСР, 2 ліга                                                                     | 13 | 7  | 12  | 52-50 | 8     |
| 1982              |                                            | Чемпіонат СРСР, 2 ліга                                                                     | 21 | 1  | 10  | 58-34 | 3     |
| 1983              |                                            | Чемпіонат СРСР, 2 ліга, 2 зона                                                             | 9  | 5  | 14  | 26-31 | 12    |
| 1984              |                                            | Чемпіонат СРСР, 2 ліга, 2 зона                                                             | 13 | 5  | 14  | 41-49 | 9     |
| 1985              |                                            | Чемпіонат СРСР, 2 ліга, 2 зона                                                             | 6  | 7  | 15  | 26-41 | 13    |
| 1986              |                                            | Чемпіонат СРСР, 2 ліга, 2 зона                                                             | 14 | 4  | 14  | 43-43 | 7     |
| 1987              |                                            | Чемпіонат СРСР, 2 ліга, 2 зона                                                             | 13 | 6  | 13  | 38-40 | 8     |
| 1988              |                                            | Чемпіонат СРСР, 2 ліга, 2 зона                                                             | 10 | 6  | 16  | 30-42 | 15    |
| Лада              |                                            |                                                                                            |    |    |     |       |       |
| 1989              |                                            | Чемпіонат СРСР, 2 ліга, 2 зона                                                             | 14 | 12 | 16  | 46-42 | 14    |
| 1990              |                                            | Чемпіонат СРСР, 2 ліга, 7 зона                                                             | 20 | 6  | 6   | 63-20 | 2     |
| 1991              |                                            | Чемпіонат СРСР, 2 ліга, зона «Центр»                                                       | 18 | 8  | 16  | 63-61 | 6     |
| 1992              | Анатолій Тиряткін                          | Чемпіонат Росії, 1 ліга, зона «Центр»                                                      | 15 | 8  | 11  | 57-40 | 6     |
| 1992              | Володимир Євсюков                          | Чемпіонат Росії, 1 ліга, зона «Центр»                                                      | 15 | 8  | 11  | 57-40 | 6     |
| 1993              | Володимир Євсюков                          | Чемпіонат Росії, 1 ліга, зона «Центр»                                                      | 25 | 10 | 3   | 80-29 | 1     |
| 1993              | Володимир Євсюков                          | Чемпіонат Росії, перехідний турнір                                                         | 2  | 3  | 0   | 8-3   | 2     |
| 1994              | Олександр Ірхін                            | Чемпіонат Росії, вища ліга                                                                 | 6  | 10 | 14  | 24-41 | 16    |
| 1994              | Олександр Гармашов                         | Чемпіонат Росії, вища ліга                                                                 | 6  | 10 | 14  | 24-41 | 16    |
| 1994              | Віктор Тищенко                             | Чемпіонат Росії, вища ліга                                                                 | 6  | 10 | 14  | 24-41 | 16    |
| 1994              | Олександр Кочетков                         | Чемпіонат Росії, вища ліга                                                                 | 6  | 10 | 14  | 24-41 | 16    |
| 1995              | Віктор Антихович                           | Чемпіонат Росії, 1 ліга                                                                    | 25 | 4  | 13  | 67-39 | 2     |
| 1996              | Віктор Тищенко                             | Чемпіонат Росії, вища ліга                                                                 | 4  | 6  | 24  | 18-64 | 18    |
| 1997              | Віктор Тищенко                             | Чемпіонат Росії, 1 дивізіон                                                                | 16 | 12 | 14  | 61-56 | 14    |
| 1997              | Володимир Дергач                           | Чемпіонат Росії, 1 дивізіон                                                                | 16 | 12 | 14  | 61-56 | 14    |
| Лада-Тольятти-ВАЗ |                                            |                                                                                            |    |    |     |       |       |
| 1998              | Володимир Дергач                           | Чемпіонат Росії, 1 дивізіон                                                                | 15 | 9  | 18  | 52-70 | 19    |
| 1998              | Ігор Голубцов                              | Чемпіонат Росії, 1 дивізіон                                                                | 15 | 9  | 18  | 52-70 | 19    |
| 1998              | Олександр Гармашов                         | Чемпіонат Росії, 1 дивізіон                                                                | 15 | 9  | 18  | 52-70 | 19    |
| 1999              | Олександр Гармашов                         | Чемпіонат Росії, 2 дивізіон, зона «Поволжя»                                                | 27 | 4  | 3   | 89-22 | 1     |
| 1999              | Олександр Гармашов                         | Чемпіонат Росії, 2 дивізіон, стикові матчі Кубань (Краснодар): 2:1 (вдома), 1:1 (у гостях) | 1  | 1  | 0   | 3-1   |       |
| Лада              |                                            |                                                                                            |    |    |     |       |       |
| 2000              | Олександр Гармашов                         | Чемпіонат Росії, 1 дивізіон                                                                | 14 | 10 | 14  | 58-49 | 9     |
| 2001              | Олександр Гармашов                         | Чемпіонат Росії, 1 дивізіон                                                                | 12 | 5  | 17  | 40-50 | 14    |
| 2002              | Олександр Гармашов                         | Чемпіонат Росії, 1 дивізіон                                                                | 13 | 11 | 10  | 54-35 | 8     |
| 2003              | Олександр Гармашов                         | Чемпіонат Росії, 1 дивізіон                                                                | 5  | 3  | 34  | 27-86 | 22    |
| 2003              | Хазрет Дишеков                             | Чемпіонат Росії, 1 дивізіон                                                                | 5  | 3  | 34  | 27-86 | 22    |
| 2003              | Півфінал Кубка Росії 2002/03               |                                                                                            |    |    |     |       |       |
| 2004              | Володимир Євсюков                          | Чемпіонат Росії, 2 дивізіон, зона «Урал-Поволжя»                                           | 19 | 9  | 8   | 55-20 | 4     |
| 2005              | Володимир Євсюков                          | Чемпіонат Росії, 2 дивізіон, зона «Урал-Поволжя»                                           | 25 | 7  | 4   | 79-24 | 2     |
| 2006              | Володимир Євсюков                          | Чемпіонат Росії, 1 дивізіон                                                                | 13 | 6  | 23  | 38-63 | 17    |
| 2006              | Олександр Івченко                          | Чемпіонат Росії, 1 дивізіон                                                                | 13 | 6  | 23  | 38-63 | 17    |
| 2006              | Олександр Бабанов                          | Чемпіонат Росії, 1 дивізіон                                                                | 13 | 6  | 23  | 38-63 | 17    |
| 2007              | Олександр Бабанов                          | Чемпіонат Росії, 2 дивізіон, зона «Урал-Поволжя»                                           | 11 | 3  | 12  | 27-32 | 7     |
| 2008              | Олександр Бабанов                          | Чемпіонат Росії, 2 дивізіон, зона «Урал-Поволжя»                                           | 15 | 12 | 7   | 44-30 | 5     |
| 2008              | Ігор Кечаєв                                | Чемпіонат Росії, 2 дивізіон, зона «Урал-Поволжя»                                           | 15 | 12 | 7   | 44-30 | 5     |
| 2009              | Ігор Кечаєв                                | Чемпіонат Росії, 2 дивізіон, зона «Урал-Поволжя»                                           | 12 | 8  | 10  | 36-35 | 8     |
| 2010              | Фарід Жангіров                             | ЛФЛ Росії, зона «Приволжжя»                                                                | 9  | 3  | 20  | 31-62 | 14    |
| 2011              | Фарід Жангіров                             | Чемпіонат Самарської області                                                               | 8  | 4  | 10  | 50-48 | 9     |
| 2012/13           | Ігор Кечаєв                                | Чемпіонат Росії, 2 дивізіон, зона «Урал-Поволжя»                                           | 13 | 9  | 6   | 39-28 | 5     |
| 2013/14           | Ігор Кечаєв                                | Чемпіонат Росії, 2 дивізіон, зона «Урал-Поволжя»                                           | 9  | 8  | 10  | 31-31 | 7     |
| 2014/15           | Ігор Кечаєв                                | Чемпіонат Росії, 2 дивізіон, зона «Урал-Поволжя»                                           | 5  | 9  | 10  | 27-36 | 9     |
| 2015/16           | Володимир Кухлевський Володимир Євсюков    | Чемпіонат Росії, 2 дивізіон, зона «Урал-Поволжя»                                           | 5  | 7  | 15  | 23-56 | 9     |
| 2016/17           | Олександр Бабанов Рустем Хузін             | Чемпіонат Росії, 2 дивізіон, зона «Урал-Поволжя»                                           | 5  | 6  | 13  | 15-41 | 8     |

## Головні тренери
| Тренер                | Громадянство | Початок | Кігнць |
| --------------------- | ------------ | ------- | ------ |
| Альфред Федоров       | СРСР         | 1970    | 1976   |
| Борис Казаков         | СРСР         | 1977    | 1978   |
| Сергій Краєв          | СРСР         | 1979    | 1979   |
| Валерій Сінау         | СРСР         | 1980    | 1981   |
| Микола волков         | СРСР         | 1981    | 1985   |
| Микола Горшков        | СРСР         | 1986    | 1987   |
| Альфред Федоров       | СРСР         | 1988    | 1989   |
| Анатолій Тиряткін     | Росія        | 1990    | 1992   |
| Володимир Євсюков     | Росія        | 1992    | 1993   |
| Олександр Ірхін       | Росія        | 1994    | 1994   |
| Олександр Гармашов    | Росія        | 1994    | 1994   |
| Віктор Тищенко        | Росія        | 1994    | 1994   |
| Олександр Кочетков    | Росія        | 1994    | 1994   |
| Віктор Антихович      | Росія        | 1995    | 1995   |
| Віктор Тищенко        | Росія        | 1996    | 1997   |
| Володимир Дергач      | Росія        | 1997    | 1997   |
| Олександр Гармашов    | Росія        | 1998    | 1998   |
| Володимир Дергач      | Росія        | 1998    | 1998   |
| Ігор Голубцов         | Росія        | 1998    | 1998   |
| Олександр Гармашов    | Росія        | 1999    | 2003   |
| Хазрет Дишеков        | Росія        | 2003    | 2003   |
| Володимир Євсюков     | Росія        | 2004    | 2006   |
| Олександр Івченко     | Росія        | 2006    | 2006   |
| Олександр Бабанов     | Росія        | 2006    | 2008   |
| Ігор Кечаєв           | Росія        | 2008    | 2009   |
| Фарід Жангіров        | Росія        | 2010    | 2011   |
| Ігор Кечаєв           | Росія        | 2012    | 2015   |
| Володимир Кухлевський | Росія        | 2015    | 2015   |
| Володимир Євсюков     | Росія        | 2016    | 2016   |
| Олександр Бабанов     | Росія        | 2016    | 2016   |
| Рустем Хузін          | Росія        | 2017    | 2017   |
| Олександр Бабанов     | Росія        | 2017    | н.ч.   |

## Склад команди
Станом на 27 липня 2017 року, згідно з офіційним сайтом ПФЛ [Архівовано 31 липня 2017 у Wayback Machine.].
| № | Поз. | Нац.  | Гравець           |
| - | ---- | ----- | ----------------- |
|   | ВР   | Росія | Руслан Дорофєєв   |
|   | ВР   | Росія | Сергій Волков     |
|   | ЗХ   | Росія | Олексій Чуравцев  |
|   | ЗХ   | Росія | Леонід Фурцев     |
|   | ЗХ   | Росія | Павло Горбунов    |
|   | ЗХ   | Росія | Родіон Казаков    |
|   | ЗХ   | Росія | Сергій Кирдяпкін  |
|   | ЗХ   | Росія | Олександр Копилов |
|   | ЗХ   | Росія | Артем Ковальчук   |
|   | ЗХ   | Росія | Олександр Монов   |
|   | ЗХ   | Росія | Владислав Рябов   |
|   | ЗХ   | Росія | Іван Шалоников    |

| № | Поз. | Нац.  | Гравець            |
| - | ---- | ----- | ------------------ |
|   | ЗХ   | Росія | Андрій Веселов     |
|   | ПЗ   | Росія | Анзур Герюгов      |
|   | ПЗ   | Росія | Тимур Коблов       |
|   | ПЗ   | Росія | Семен Корольков    |
|   | ПЗ   | Росія | Ілля Михеєв        |
|   | ПЗ   | Росія | Леонід Петрик      |
|   | ПЗ   | Росія | Євген Приймак      |
|   | ПЗ   | Росія | Денис Сиднєв       |
|   | НП   | Росія | Павло Сафронов     |
|   | НП   | Росія | Руслан Суанов мол. |
|   | НП   | Росія | Сергій Вахтеєв     |

### Резервний склад
На професіональном рівні резервний склад «Лади» виступав у 1995 році в Третій лізі Росії пі д назвою «Дада-д» (Тольятті).

## Відомі гравці
До списку потрапили гравці, які мають досвід виступів у національних збірних. Прізвища футболістів, які виділені жирним шрифтом викликалися до національної збірної під час своїх виступів у «Ладі».
| - Василь Жупіков - Максим Бузникін - Максим Деменко - Євген Карлачов - Олексій Бахарєв - Барсег Кірокісян - Олександр Сулима - Васо Сепашвілі | - Андрій Мірошниченко - Костянтин Павлюченко - Максим Шевченко - Константінс Ігошинс - Неріус Бараса - Рахматулло Файзулов - Чарияр Мухадов - Євген Драгунов | - Юрій Гудименко - Володимир Савченко - Олександр Хвостунов - Андрій Резанцев - Геннадій Шаріпов - Максим Шацьких - Володимир Шишелов |

### «Легенди клубу»
На офіційному сайті клубу існує список «легенд клубу»:
- Павло Табаков
- Олександр Бабанов
- Сергій Чеснакас
- В'ячеслав Сидоров
- Микола Волков
- Володимир Євсюков